# Joe Lauzon
Joseph Edward «Joe» Lauzon, Jr. (Brockton, 22 de mayo de 1984) es un artista marcial mixto estadounidense que actualmente compite en la categoría de peso ligero en Ultimate Fighting Championship.

## Primeros años
Lauzon creció en Brockton, Massachusetts hasta en tercer grado cuando se trasladó a Bridgewater, Massachusetts. Lauzon vivía en una pequeña granja.
Lauzon se graduó en el Instituto de Tecnología de Wentworth en 2006 con una licenciatura en ciencias de la computación. Él trabajó como administrador de la red en Cambridge, antes de que comenzara a entrenar en las artes marciales mixtas a tiempo completo.
El hermano menor de Joe, Dan Lauzon, también es peleador de artes marciales mixtas.

## Carrera en artes marciales mixtas

### Ultimate Fighting Championship
Lauzon se enfrentó a Jens Pulver el 23 de septiembre de 2006 en UFC 63. Lauzon ganó la pelea por nocaut en la primera ronda, ganando así el premio al KO de la Noche.
El 23 de junio de 2007, Lauzon se enfrentó a Brandon Meléndez en The Ultimate Fighter 5 Finale. Lauzon ganó la pelea por sumisión en la segunda ronda, ganando así el premio a la Sumisión de la Noche.
Lauzon se enfrentó a Jason Reinhardt el 17 de noviembre de 2007 en UFC 78. Lauzon ganó por sumisión en la primera ronda.
Lauzon se enfrentó a Kenny Florian el 2 de abril de 2008 en UFC Fight Night: Florian vs. Lauzon. Florian derrotó a Lauzon por nocaut técnico en la segunda ronda. Tras el evento, ambos peleadores ganaron el premio a la Pelea de la Noche.
El 18 de septiembre de 2008, Lauzon se enfrentó a Kyle Bradley en UFC Fight Night: Diaz vs. Neer. Lauzon ganó la pelea por nocaut técnico en la segunda ronda.
Lauzon se enfrentó a Jeremy Stephens el 7 de febrero de 2009 en UFC Fight Night: Lauzon vs. Stephens. Lauzon ganó la pelea por sumisión en la segunda ronda, ganando así el premio a la Sumisión de la Noche.
El 2 de enero de 2010, Lauzon se enfrentó a Sam Stout en UFC 108. Lauzon perdió la pelea por decisión unánime. Tras el evento, ambos peleadores ganaron el premio a la Pelea de la Noche.
Lauzon se enfrentó a Gabe Ruediger el 28 de agosto de 2010 en UFC 118. Lauzon ganó la pelea por sumisión en la primera ronda, ganando así el premio a la Sumisión de la Noche.
Lauzon se enfrentó a George Sotiropoulos el 20 de noviembre de 2010 en UFC 123. Lauzon perdió la pelea por sumisión en la segunda ronda. Tras el evento, ambos peleadores ganaron el premio a la Pelea de la Noche.
Lauzon se enfrentó a Curt Warburton el 26 de junio de 2011 en UFC Live: Kongo vs. Barry. Lauzon ganó la pelea por sumisión en la primera ronda, ganando así el premio a la Sumisión de la Noche.
El 8 de octubre de 2011, Lauzon se enfrentó a Melvin Guillard en UFC 136. Lauzon ganó la pelea por sumisión en la primera ronda a los 47 segundos, ganando así el premio a la Sumisión de la Noche.
Lauzon se enfrentó a Anthony Pettis el 26 de febrero de 2012 en UFC 144. Lauzon perdió la pelea por nocaut en la primera ronda.
Lauzon se enfrentó a Jamie Varner el 4 de agosto de 2012 en UFC on Fox: Shogun vs. Vera. Lauzon ganó la pelea por sumisión en la tercera ronda. Tras el evento, ambos peleadores ganaron el premio a la Pelea de la Noche y Lauzon ganó la Sumisión de la Noche. La pelea finalmente fue la Pelea del Año 2012.
El 29 de diciembre de 2012, Lauzon se enfrentó a Jim Miller en UFC 155. Lauzon perdió la pelea por decisión unánime. Tras el evento, ambos peleadores ganaron el premio a la Pelea de la Noche, siendo finalmente la Pelea del Año 2012.
Lauzon se enfrentó a Michael Johnson el 17 de agosto de 2013 en UFC Fight Night 26. Lauzon perdió la pelea por decisión unánime.
El 14 de diciembre de 2013, Lauzon se enfrentó a Mac Danzig en UFC on Fox 9. Lauzon ganó la pelea por decisión unánime, siendo esta la primera victoria por decisión desde su debut como profesional en el año 2004.
El 5 de septiembre de 2014, Lauzon se enfrentó a Michael Chiesa en UFC Fight Night 50. Lauzon ganó la pelea por parada médica en la segunda ronda. Tras el evento, ambos peleadores ganaron el premio a la Pelea de la Noche.
Lauzon se enfrentó a Al Iaquinta el 31 de enero de 2015 en UFC 183. Lauzon perdió la pelea por nocaut técnico en la segunda ronda.
Lauzon se enfrentó a Takanori Gomi el 25 de julio de 2015 en UFC on Fox 16. Lauzon ganó la pelea por nocaut técnico en la primera ronda.
El 11 de diciembre de 2015, Lauzon se enfrentó a Evan Dunham en The Ultimate Fighter 22 Finale. Lauzon perdió la pelea por decisión unánime.
Lauzon se enfrentó a Diego Sanchez el 9 de julio de 2016 en UFC 200. Ganó la pelea por TKO en la primera ronda. Además recibió el premio a la Actuación de la Noche.
Lauzon se enfrentó a Jim Miller el 27 de agosto de 2016 en UFC on Fox 21. Perdió la pelea por decisión dividida. Además, ambos peleadores recibieron el premio a la Pelea de la Noche.
Lauzon se enfrentó a Marcin Held el 15 de enero de 2017 en UFC Fight Night 103. Ganó la pelea por una controvertida decisión dividida.
Lauzon se enfrentó a Stevie Ray el 22 de abril de 2017 en UFC Fight Night 108. Perdió la pelea por decisión mayoritaria.
Lauzon se enfrentó a Clay Guida el 11 de noviembre de 2017 en UFC Fight Night 120. Perdió la pelea por TKO en la primera ronda.
Se espera que Lauzon se enfrente a Chris Gruetzemacher el 7 de abril de 2018 en UFC 223.

## Campeonatos y logros
- Ultimate Fighting Championship
  - Sumisión de la Noche (Seis veces)
  - Pelea de la Noche (Seis veces)
  - KO de la Noche (Una vez)
  - Pelea del Año (2012) vs. Jim Miller

- World Fighting League
  - Campeón del Grand Prix

- World MMA Awards
  - Pelea del Año (2012)

- Massachusetts MMA outlets
  - Peleador del Año (2004) en Massachusetts

## Récord en artes marciales mixtas
| Resultado | Récord | Oponente            | Método                              | Evento                               | Fecha                    | Ronda | Tiempo | Localización                | Notas                                                          |
| --------- | ------ | ------------------- | ----------------------------------- | ------------------------------------ | ------------------------ | ----- | ------ | --------------------------- | -------------------------------------------------------------- |
| Victoria  | 28–15  | Jonathan Pearce     | TKO (golpes)                        | UFC on ESPN: Reyes vs. Weidman       | 18 de octubre de 2019    | 1     | 1:33   | Boston, Massachusetts       |                                                                |
| Derrota   | 27–15  | Chris Gruetzemacher | TKO (parada médica)                 | UFC 223                              | 7 de abril de 2018       | 2     | 5:00   | Brooklyn, New York          |                                                                |
| Derrota   | 27–14  | Clay Guida          | TKO (golpes y codazos)              | UFC Fight Night: Poirier vs. Pettis  | 11 de noviembre de 2017  | 1     | 1:07   | Norfolk, Virginia           |                                                                |
| Derrota   | 27–13  | Stevie Ray          | Decisión (mayoritaria)              | UFC Fight Night: Swanson vs. Lobov   | 22 de abril de 2017      | 3     | 5:00   | Nashville, Tennessee        |                                                                |
| Victoria  | 27–12  | Marcin Held         | Decisión (dividida)                 | UFC Fight Night: Rodríguez vs. Penn  | 15 de enero de 2017      | 3     | 5:00   | Phoenix, Arizona            |                                                                |
| Derrota   | 26–12  | Jim Miller          | Decisión (dividida)                 | UFC on Fox: Maia vs. Condit          | 27 de agosto de 2016     | 3     | 5:00   | Vancouver, British Columbia | Pelea de la Noche.                                             |
| Victoria  | 26–11  | Diego Sánchez       | TKO (golpes)                        | UFC 200                              | 9 de julio de 2016       | 1     | 1:26   | Las Vegas, Nevada           | Actuación de la Noche.                                         |
| Derrota   | 25–11  | Evan Dunham         | Decisión (unánime)                  | The Ultimate Fighter 22 Finale       | 11 de diciembre de 2015  | 3     | 5:00   | Las Vegas, Nevada           |                                                                |
| Victoria  | 25–10  | Takanori Gomi       | TKO (golpes)                        | UFC on Fox: Dillashaw vs. Barão 2    | 25 de julio de 2015      | 1     | 2:37   | Chicago, Illinois           |                                                                |
| Derrota   | 24–10  | Al Iaquinta         | TKO (golpes)                        | UFC 183                              | 31 de enero de 2015      | 2     | 3:34   | Las Vegas, Nevada           |                                                                |
| Victoria  | 24–9   | Michael Chiesa      | TKO (parada médica)                 | UFC Fight Night: Souza vs. Mousasi   | 5 de septiembre de 2014  | 2     | 2:14   | Ledyard, Connecticut        | Pelea de la Noche.                                             |
| Victoria  | 23–9   | Mac Danzig          | Decisión (unánime)                  | UFC on Fox: Johnson vs. Benavidez 2  | 14 de diciembre de 2013  | 3     | 5:00   | Sacramento, California      |                                                                |
| Derrota   | 22–9   | Michael Johnson     | Decisión (unánime)                  | UFC Fight Night: Shogun vs. Sonnen   | 17 de agosto de 2013     | 3     | 5:00   | Boston, Massachusetts       |                                                                |
| Derrota   | 22–8   | Jim Miller          | Decisión (unánime)                  | UFC 155                              | 29 de diciembre de 2012  | 3     | 5:00   | Las Vegas, Nevada           | Pelea de la Noche; Pelea del Año (2012).                       |
| Victoria  | 22–7   | Jamie Varner        | Sumisión (triangle choke)           | UFC on Fox: Shogun vs. Vera          | 4 de agosto de 2012      | 3     | 2:44   | Los Ángeles, California     | Sumisión de la Noche; Pelea de la Noche; Pelea del Año (2012). |
| Derrota   | 21–7   | Anthony Pettis      | KO (patada a la cabeza y golpes)    | UFC 144                              | 26 de febrero de 2012    | 1     | 1:21   | Saitama                     |                                                                |
| Victoria  | 21–6   | Melvin Guillard     | Sumisión (rear-naked choke)         | UFC 136                              | 8 de octubre de 2011     | 1     | 0:47   | Houston, Texas              | Sumisión de la Noche.                                          |
| Victoria  | 20–6   | Curt Warburton      | Sumisión (kimura)                   | UFC Live: Kongo vs. Barry            | 26 de junio de 2011      | 1     | 1:58   | Pittsburgh, Pennsylvania    | Sumisión de la Noche.                                          |
| Derrota   | 19–6   | George Sotiropoulos | Sumisión (kimura)                   | UFC 123                              | 20 de noviembre de 2010  | 2     | 2:43   | Auburn Hills, Michigan      | Pelea de la Noche.                                             |
| Victoria  | 19–5   | Gabe Ruediger       | Sumisión (armbar)                   | UFC 118                              | 28 de agosto de 2010     | 1     | 2:01   | Boston, Massachusetts       | Sumisión de la Noche.                                          |
| Derrota   | 18–5   | Sam Stout           | Decisión (unánime)                  | UFC 108                              | 2 de enero de 2010       | 3     | 5:00   | Las Vegas, Nevada           | Pelea de la Noche.                                             |
| Victoria  | 18–4   | Jeremy Stephens     | Sumisión (armbar)                   | UFC Fight Night: Lauzon vs. Stephens | 7 de febrero de 2009     | 2     | 4:43   | Tampa, Florida              | Sumisión de la Noche.                                          |
| Victoria  | 17–4   | Kyle Bradley        | TKO (golpes)                        | UFC Fight Night: Diaz vs. Neer       | 18 de septiembre de 2008 | 2     | 1:34   | Omaha, Nebraska             |                                                                |
| Derrota   | 16–4   | Kenny Florian       | TKO (golpes y codazos)              | UFC Fight Night: Florian vs. Lauzon  | 2 de abril de 2008       | 2     | 3:28   | Broomfield, Colorado        | Pelea de la Noche.                                             |
| Victoria  | 16–3   | Jason Reinhardt     | Sumisión (rear-naked choke)         | UFC 78                               | 17 de noviembre de 2007  | 1     | 1:14   | Newark, Nueva Jersey        |                                                                |
| Victoria  | 15–3   | Brandon Meléndez    | Sumisión (triangle choke)           | The Ultimate Fighter 5 Finale        | 23 de junio de 2007      | 2     | 2:09   | Las Vegas, Nevada           | Sumisión de la Noche.                                          |
| Victoria  | 14–3   | Jens Pulver         | KO (golpe)                          | UFC 63                               | 23 de septiembre de 2006 | 1     | 0:48   | Anaheim, California         | KO de la Noche.                                                |
| Victoria  | 13–3   | Douglas Brown       | Sumisión (armbar)                   | WFL 6: Real: No Fooling Around       | 1 de abril de 2006       | 1     | 1:47   | Revere, Massachusetts       | Se convirtió en campeón del Grand Prix de WFL.                 |
| Victoria  | 12–3   | Zane Baker          | KO (slam)                           | WFL 6: Real: No Fooling Around       | 1 de abril de 2006       | 1     | 3:39   | Revere, Massachusetts       |                                                                |
| Victoria  | 11–3   | Adam Comfort        | Sumisión (achilles lock)            | WFL 6: Real: No Fooling Around       | 1 de abril de 2006       | 1     | 1:44   | Revere, Massachusetts       |                                                                |
| Derrota   | 10–3   | Raphael Assunção    | Sumisión (armbar)                   | Absolute Fighting Championships 15   | 18 de febrero de 2006    | 2     | 4:37   | Ft. Lauderdale, Florida     |                                                                |
| Victoria  | 10–2   | Antoine Skinner     | Sumisión (triangle choke)           | CZ 12: Night of Champions            | 5 de noviembre de 2005   | 1     | 1:00   | Revere, Massachusetts       |                                                                |
| Derrota   | 9–2    | Iván Menjivar       | Sumisión (calf slicer)              | APEX: Undisputed                     | 2 de septiembre de 2005  | 1     | 3:39   | Montreal                    |                                                                |
| Victoria  | 9–1    | Tim Honeycutt       | TKO (golpes)                        | Absolute Fighting Championships 13   | 30 de julio de 2005      | 1     | 0:11   | Ft. Lauderdale, Florida     |                                                                |
| Derrota   | 8–1    | Jorge Masvidal      | TKO (golpes)                        | Absolute Fighting Championships 12   | 30 de abril de 2005      | 2     | 3:57   | Ft. Lauderdale, Florida     |                                                                |
| Victoria  | 8–0    | Joe Ahlert          | Sumisión (rear-naked choke)         | Mass Destruction 19                  | 26 de febrero de 2005    | 3     | 3:47   | Boston, Massachusetts       |                                                                |
| Victoria  | 7–0    | Ryan Ciotoli        | Sumisión técnica (guillotine choke) | CZ 9: Hot Like Fire                  | 14 de diciembre de 2004  | 3     | 0:34   | Revere, Massachusetts       |                                                                |
| Victoria  | 6–0    | Mike Brown          | Sumisión (rear-naked choke)         | CZ 8: Street Justice                 | 2 de octubre de 2004     | 3     | 2:14   | Revere, Massachusetts       |                                                                |
| Victoria  | 5–0    | Justin Blasich      | Sumisión (rear-naked choke)         | Mass Destruction 17                  | 28 de agosto de 2004     | 1     | 1:02   | Boston, Massachusetts       |                                                                |
| Victoria  | 4–0    | Renat Myzabekov     | Sumisión (achilles lock)            | CZ 7: Gravel Pit                     | 10 de julio de 2004      | 1     | 0:40   | Revere, Massachusetts       |                                                                |
| Victoria  | 3–0    | Kyle Sprouse        | Sumisión (heel hook)                | CZ 6: Rampage                        | 26 de junio de 2004      | 1     | 0:26   | Taunton, Massachusetts      |                                                                |
| Victoria  | 2–0    | Jerry Mosquea       | Sumisión (golpes)                   | MMA: Eruption                        | 30 de abril de 2004      | 1     | 2:37   | Lowell, Massachusetts       |                                                                |
| Victoria  | 1–0    | David Gilrein       | Sumisión (armbar)                   | Mass Destruction 15                  | 21 de febrero de 2004    | 1     | 3:42   | Boston, Massachusetts       |                                                                |